# Michael Venedey
Michael Venedey (auch Michel genannt) (* 29. Oktober 1770 in Köln; † 30. April 1846 ebenda) war ein deutscher Jurist, Mitbegründer des Kölner Anwaltsvereins und neben Joseph Görres Führer der cisrhenanischen republikanischen Bewegung unter französischer Herrschaft.

## Leben

### Herkunft und Familie
Michael Venedey entstammte einer Familie, die aus dem Raum Erkelenz kam und deren Wurzeln bis in das 15. Jahrhundert zurückliegen. Er war der Sohn des Stadtbauern Wilhelm Vinnendegen (1736–1802) und dessen Gemahlin Beatrix Wermeskirchen (1728–1804). Einige „Venendeys“, deren Name ursprünglich „Venendey“ beziehungsweise in der niederrheinischen und kölschen Mundart „Finnendegen“, „Vinnedi“ oder „Venedey“ lautete, gehörten zwischen dem 15. und 18. Jahrhundert zu den angesehenen und wohlhabenden niederrheinischen Familien. Sie verfügten zum Teil über Landbesitz, waren Schöffen und hatten auch katholische Priester in ihren Reihen. 
Michaels Vater wanderte um 1760 nach Köln ein und ließ sich nach Einheirat auf einem bäuerlichen Anwesen innerhalb der Stadtmauern im Severinsviertel nieder. 
Im Jahre 1804 heiratete Michael in Köln die gutbürgerliche Anna Barbara Leisten (1780–1833), Tochter eines Kaufmanns und Bierbrauers aus Aachen. Aus der Ehe gingen drei Kinder hervor, neben Jakob (1805–1871, Publizist und Politiker) der Sohn Winand Joseph (1814–1843) und die Tochter Anna Gertrud (1806–1850). Michaels Enkelkind Martin (1860–1934) war Jurist und Politiker der DDP. Seine Urenkel waren Hans (1902–1969, Jurist und Politiker (SPD)), Hermann (1904–1980, Schulleiter), Jakob, Gustav und Michael.

### Werdegang und Wirken
Nach dem Abitur am Montanergymnasium Köln begann er 1788 mit einem Studium der Rechtswissenschaften an der Universität Köln. Hier beteiligte er sich im Dezember 1789 als begeisterter Anhänger der Französischen Revolution und Mitglied einer studentischen Reformpartei an einem Aufruhr gegen das restaurativ-konservative Stadtregiment vor der Hauptwache am Heumarkt und erlitt bei der Niederschlagung des Aufstandes Kopfverletzungen. Auf Drängen seiner Eltern musste er sein Studium zunächst unterbrechen, konnte es aber 1792 in Bonn fortsetzen. Als die französischen Revolutionstruppen im Oktober 1794 in Bonn einmarschierten, brach Michael sein Studium ab und schloss sich den Franzosen an. Durch seine freiheitlich-republikanische Gesinnung und seine Sprachkenntnisse machte er sich sowohl bei der französischen Besatzungsmacht als auch bei der Bonner Bevölkerung zu einem beliebten und gefragten Redner. Bei offiziellen Anlässen trug er seine Ansprachen in französischer oder deutscher Sprache vor. Er erwarb schnell das Vertrauen der Behörden. So ernannte ihn im Jahre 1795 die Bonner Bezirksverwaltung zuerst zum Sekretär des Kantonsverwalters und 1796 zum Inspektor der Zivilmagazine in Andernach. Venedey sprach sich 1797/1798 während der cisrhenanischen Bewegung zunächst für eine selbstständige linksrheinische Republik und später für den Anschluss an Frankreich aus. Bei seinen Agitationsreisen durch die besetzten Gebiete am Rhein traf er mit anderen politischen Führern, so auch Joseph Görres, zusammen. Schon im Jahre 1796 hatte Venedey den französischen Besatzungsbehörden eine Eingabe vorgelegt, mit der er sich für eine Reform des rheinischen Gerichtswesen einsetzte. Zur Jahreswende 1797/1798 wurde er Schriftführer in der Bonner neojakobinischen „Gesellschaft der Freunde der Freiheit“. Kurz darauf wurde er zum Beisitzer in der von ihm mitbegründeten „Patriotischen Gesellschaft zur gemeinnützigen Belehrung und Aufklärung“ in Köln gewählt. Als Vorsitzender des Konstitutionellen Zirkels setzte er sich im Frühjahr 1798 für die Neuordnung des rheinischen Justizwesens nach dem Prinzip der Rechtsgleichheit ein. Dabei begrüßte er die Einführung der französischen Justizverfassung im Rheinland und die damit garantierten Rechte auf Unentgeltlichkeit der Rechtsprechung sowie auf Öffentlichkeit der Gerichtsverfahren und der Urteilsbegründungen. Er initiierte im Zirkel einen Ausschuss, der die Abschaffung der Feudallasten und damit die Verwirklichung der Bauernbefreiung im Rheinland überwachen sollte. Dieses Gremium sprach die Interessen und Sorgen der bäuerlichen Bevölkerung unmittelbar an, denn aus dem gesamten Ruhrdepartement kamen Anfragen und Beschwerden über die weitere Erhebung von Feudalabgaben, die durch öffentliche Bekanntmachung und Druck auf die französischen Behörden zumeist erfolgreich bearbeitet wurden. Im April 1798 wurde Michael unter dem Regierungskommissar Franz Joseph Rudler „Commissaire de police“ in Köln. In dieser Position setzte er sich bis zu seinem Ausscheiden im Juli 1798 für die Reunionsbestrebungen des Rheinlandes ein. Im Oktober 1798 ernannte ihn die Aachener Departementsverwaltung zum Kölner Magistratsmitglied. Bis zum 9. November 1799 blieb er – neben seiner Stelle als „Défenseur officieux“ – in diesem Amt.
Michael betätigte sich auch als Redner bei offiziellen Anlässen, so bei der Zehnjahresfeier zur Erinnerung an den Sturm auf die Bastille. Er war aber auch Publizist und schrieb für die von Görres herausgegebene Zeitschrift „Der Rübezahl, eine Monatsschrift“.
Er quittierte nach der Machtübernahme Napoleons den Staatsdienst und die Fortführung seiner Ämter in der Kölner Stadtverwaltung, da er und viele andere deutsche Republikaner in ihm einen Diktator sahen.
Er setzte seine juristischen Studien fort und widmete sich wieder der Rechtspflege.
Von April 1800 bis Mai 1801 war er als Sachwalter der Stadt Köln in Akziseangelegenheiten tätig.
Mit seiner Tätigkeit als Anwalt am Zivilgericht beschäftigte sich Venedey erneut mit den Folgen der Bauernbefreiung. Er setzte sich in drei Prozessen in den Jahren 1804, 1806 und 1811 für die Rechte der Landbevölkerung ein, darunter als Verteidiger von Bauern, die von ihren früheren Lehnsherren auf Nachzahlung ihrer Feudalabgaben verklagt worden waren.
Nach den Befreiungskriegen 1813/1814 setzte er als Rechtsanwalt im nunmehr zu Preußen gehörenden Rheinland seine Arbeit für die „kleinen Leute“ fort. 1819 wurde er Advokat beim Rheinischen Appellationsgerichtshof und durch Staatskanzler Fürst Karl August von Hardenberg (1750–1822) zum Advokat-Anwalt 1820 beim Landgericht in Köln ernannt. Ende der 1820er Jahre war er der meist beschäftigte Anwalt in Köln. 1830 fiel er bei den preußischen Behörden in Ungnade, weil er in einem Prozess über den Aachener Aufruhr wieder einmal seine eigene Strategie verfolgt hatte. Nach der Schließung seiner Anwaltskanzlei zog er sich ins Privatleben zurück. Er war bis zu seinem Tode an der aktuellen Politik im Rheinland wie im gesamten Deutschen Bund interessierter Beobachter, der zahlreiche zeithistorische Betrachtungen, politische Analysen und rechtliche Studien anstellte und hinterließ.

## Werke (Auswahl)
- Etwas über die Stadtkölnische Gerichtsverwaltung. Dem denkenden Bürger und dem künftigen Gesetzgeber ans Herz gelegt, Köln (1797), (Im Auftrag des Distrikts-Büreaux der Cis-Rhenanischen Föderation zu Köln)
- Zurückweisung und Widerlegung eines Artikels in der Pariser Zeitung Le Conservateur (178. Stück vom 17. Februar 1798, Rubrik: Cleve) über die angebliche Schließung des Constitutionellen Cirkels in Köln durch den General Olivier
- Der Bund der Teufelsbeschwörer oder Darstellung der am 1. Floréal beim ersten Instanz-Gerichte zu Köln verhandelten Prozedur. Zur Warnung aller Leichtgläubigen, Druck J. M. Heberle und Gebr. Mennig, Köln 1804
- Welche Grund- und Boden-Zinse haben die zur Aufhebung der Feudal-Verfassung in Frankreich erlassenen Geseze abgeschafft?, Druck J. M. Heberle und Gebrüd. Mennig, Köln 1806